# Heinrich Suter
Heinrich Suter (Hedingen, 4 de janeiro de 1848 – Dornach, 17 de março de 1922) foi um historiador da ciência suíço, reconhecido como o melhor conhecedor da matemática e astronomia islâmica de sua época.
Foi palestrante do Congresso Internacional de Matemáticos em Heidelberg (1904: Zur Geschichte der Mathematik bei den Indern und Arabern).

## Obras
Abkürzungen:
BM. - Bibliotheca Mathematica, ZM. - Zeitschrift für Mathematik und Physik, ZDMG - Zeitschrift der Deutschen Morgenländischen Gesellschaft, SE - Sitzungsberichte der phys.-med. Sozietät Erlangen, OLZ - Orientalistische Literatur-Zeitung. Die Ziffern hinter den Buchstaben betreffen Bandnummer und Seitenzahl.

### Livros
- 1871. Geschichte der mathematischen  Wissenschaften, Teil 1 : Von den ältesten Zeiten bis Ende des 16. Jahrhunderts. Dissertation, 2. Aufl. 1873. Reprint 1973. Online bei Hathi Trust, bei archive.org
- 1875. Geschichte der mathematischen Wissenschaften, Teil II : Vom Anfange des 17. bis gegen Ende des 18. Jahrhunderts. Online bei Hathi Trust, bei archive.org
- 1900. Die Mathematiker und Astronomen der Araber und ihre Werke. Abhandl. zur Geschichte der mathematischen Wissenschaften, Heft 10. Reprint 1972 und 1986.(Digitalisat Bibalex; Michigan)

### Artigos
- 1884. Der Tractatus de quadratura Circuli des Alberto da Saxônia. ZM. 29, 81.
- 1886 Ueber diophantische Gleichungen. Z. f. Math. Unterr. 17, 104.
- 1887. Die Mathematiker auf den Universitäten des Mittelalters. Wiss Beilage. z. Programm d. Kantonsschule in Zürich.
- 1889. Die mathematischen und naturphilosophischen Disputationen an der Universität Leipzig, 1512 bis 1526. BM. (2), 3, 17.
- 1890. Bibliographische Notiz über die math.-hist. Studien in der Schweiz. BM (2), 4, 97.
- 1892. Das Mathematiker-Verzeichnis im Fihrist des IBN ABI JA QUB AN-NADiM. Abhandl. z. Gesch. d. math. Wissenschaften Heft. 6.
- 1892. Einiges von NASiR ED-DIN'S EUKLID-Ausgabe. BM. (2), 6, 3.
- 1893. Zur Geschichte der Trigonometrie. BM. (2), 7, 1.
- 1893. Der V. Band des Katalogs der arab. Bücher der vicekönigl. Bibliothek in Kairo. ZM. 38, 1. 41. 161.
- 1893. Zu RUDLOFF und HOCHHEIM, Die Astronomie des GAGMINI. ZDMG 47, 718.
- 1894. Zur Frage über JOSEPHUS SAPIENS. BM (2), 8, 84.
- 1895. Die Araber als Vermittler der Wissenschaften in deren Uebergang vom Orient zum Occident. Jahresh. des Vereins schw. Gymnasiallehrer. 2. Aufl. 1897.
- 1895. Zur Geschichte des Jakobsstabes. BM (2), 9, 13.
- 1895. 1896. Nochmals der Jakobsstab. BM (2) , 10, 13.
- 1895. 1897. Einige Beiträge zur Gesch. der arab. Mathematiker und Astronomen. BM (2) 11, 83.
- 1895. Bemerkungen zu M. STEINSCHNEIDERS Abhandlung : Die arab. Uebersetzungen aus dem Griechischen. ZDMG 51, 426.
- 1898. Ueber zwei arabische Mss. der Berliner kgl. Bibliothek. BM (2),1 2, 73.
- 1899. Notizen über arabische Mathematiker und Astronomen. BM (2) 13. 86, 118.
- 1899. Die Kreisquadratur des Alhazen, arabisch und deutsch. ZM 44, 33.
- 1899. Der Loculus Archimedius oder das Syntemachion des ARCHIMEDES, arabisch und deutsch. ZM 44, Supplement-Heft (Cantorfestschrift), 491.
- 1899. Zur Frage über die Lebenszeit des Verfassers des Mulahhas fi'Ihei'a, MAHMUD B. MUHAMMED B. 'OMAR AL GAGMINI. ZDMG 53, 539.
- 1901. Das Rechenbuch des ABU ZAKARIJA EL-HASSAR BM (3) 2, 12.
- 1902. Nachträge und Berichtigungen zu Die Math. und Astr. Abh. z. G. d. m. W. Heft 14.
- 1902. Ueber die angebliche Verstümmelung griechischer Eigennamen durch arab. Uebersetzer. BM (3) 3, 408.
- 1902. Ueber die Geometrie der Söhne des MUSA B. SCHAKIR. BM (3) 3, 259.
- 1902. Ueber die im Liber augmenti et diminutionis vorkommenden Autoren. BM (3) 3, 350.
- 1903. Ueber einige nicht sichergestellte Autorennamen in den Uebersetzungen des GERHARD VON CREMONA. BM (3) 4, 19.
- 1903. Der Verfasser des Buches Gründe der Tafeln des CHOWAREZMI BM (3) 4, 127.
- 1903. Berichtigung einer Etymologie von K. VOLLERS. ZDMG 57, 576, 783.
- 1903. Berichtigungen zu Arabische Mathematiker und Astronomen von M. STEINSCHNEIDER, OLZ 6, Spalte 40-13.
- 1904. Zur Geschichte der Mathematik bei den Indern und Arabern. Verh. d. 3. internat. Mathematiker-Kongr. zu Heidelberg S. 556.
- 1905. Zu dem Buche De superficierum divisionibus des MUHAMMED BAGDADINUS. BM (2) 6, 321.
- 1905. Ueber die Bedeutung des Ausdruckes Regula Coeci.BM (3) 6, 112.
- 1906/7. Zur Frage des von NAIRIZI zitierten Mathematikers Diachasimus. BM (3) 7, 396.
- 1906/7. Ueber das Rechenbuch des ALI B. AHMED AL-NASAWI. BM (3) 7, 113.
- 1906/7. Ueber den Kommentar des MUH. B. ABDELBAQI zum 10. Buche des Euklides. BM(3) 7, 234.
- 1907/8. Einige geometrische Aufgaben bei arabischen Mathematikern. BM (3) 8, 23.
- 1908/9. Die Abhandlung des ABU KAMIL SCHOGA B. ASLAM über das Fünfeck und Zehneck. BM (3) 10, 15
- 1908/9. Zur Trigonometrie der Araber. BM (3) 10. 156.
- 1910/11. Das Buch der Auffindung der Sehnen im Kreise von ABU 'L-RAIHAN MUHAMMED EL-BIRUNI. BM (3) 11, 110.
- 1910/11. Das Buch der Seltenheiten der Rechenkunst von ABU KAMIL EL-MISRI. BM (3), 11, 100.
- 1911/12. Die Abhandlung über die Ausmessung des Paraboloides von EL-HASAN B. EL-HASAN B. EL HAITHAM. BM (3), 12, 289.
- 1914. Die astronomischen Tafeln des MUHAMMAD IBN MUSA AL-KHWARIZMI usw. Kgl. Danske Vidensk. Selsk. Skrifter, 7. Raekke. III, 1. (Isis IV, 502).
- 1916/17. Ueber die Ausmessung der Parabel von TABIT B. KURRA SE. 48/49, 65. (Isis IV, 400).
- 1916/17. Die Abhandlungen THABIT B. KURRA's und ABU SAHL EL-KUHI'S über die Ausmessung der Paraboloide SE. 48/39, 186. (Isis IV 400).
- 1918. Ueber die Ausmessung der Parabel von IBRAHIM SINAN B. THABIT. Vierteljahrsschrift d. Naturf. Ges. in Zürich 63, 214. (Isis IV, 580).
- 1920/21. Ueber AL BIRUNI und seine Schriften (mit E. WIEDEMANN) SE. 52/53, 55 (Isis IV, 401).
- 1922. Beiträge zur Gesch. d. Mathematik bei den Griechen und Arabern, in Abh. z. Gesch. d. Naturw. u. d. Medizin, (Isis V, 564) und zwar:
- 1922. Beiträge zu den Beziehungen Kaiser FRIEDRICHS II, zu zeitgenössischen Gelehrten des Ostens und Westens, insbesondere zu den arabischen Enzyklopädisten KEMAL ED-DiN IBN JUNIS. (Isis V, 501).
- 1922. Der Kommentar des PAPPUS zum X. Buch des Euklides. (Isis V, 492).
- 1922. Ueber die Projektion der Sternbilder und der Länder von AL BIRUNI (Isis V, 498).
- 1922. Das Buch der geometrischen Konstruktionen von ABUL WEFA. (Isis V, 497).